# Gabriele Berthel
Gabriele Berthel (* 10. Januar 1948 in Schmölln) ist eine deutsche Schriftstellerin und Collagistin.

## Leben
Gabriele Berthel absolvierte eine Lehre als Werkzeugmacher. Danach studierte sie an der Technischen Hochschule Karl-Marx-Stadt. Sie schloss das Studium als Diplomingenieur für Werkzeugmaschinenkonstruktion ab. Sie absolvierte von 1981 bis 1984 ein Fernstudium am Literaturinstitut "Johannes R. Becher" in Leipzig. Sie lebte von 1979 bis 1993 in Schwerin, bis 2002 in Les Grandes Dalles in der Normandie und seit 2002 in Ballycroy im westirischen County Mayo.
Gabriele Berthel war mit der Malerin und Grafikerin Helga Kaffke verheiratet, mit der sie gemeinsame Bücher herausgebracht hat.

### Veröffentlichungen
- Kurz und mündig. Greifenverlag, Rudolstadt 1989
- Auszug der Wahrheit. octopus Verlag, Radebeul, ISBN 978-3-86157-004-2
- Wer kämmt das Haar in der Suppe?. Texte für Kinder zum Lesen, Rätseln, Spielen und Zungenbrechen. Illustrationen von Helga Kaffke. Maxpress-Verlag, Schwerin 2004, ISBN 978-3-933781-38-3; Edition digital, Pinnow 2018, ISBN 978-3-95655-928-0
- Leben, was sonst. Illustrationen von Helga Kaffke. Galerie "ebe", Parchim 2010; Edition digital, Pinnow 2020, ISBN 978-3-96521-020-2
- Valse Musette – Rouen en miniature. Illustrationen von Helga Kaffke. Plau am See 2016; Edition digital, Pinnow 2018, ISBN 978-3-95655-934-1
- WALKING TALKING. Unterwegs in Irlands wildem Westen. Illustrationen von Helga Kaffke. EDITION digital, Pinnow 2018, ISBN 978-3-95655-890-0
- WALKING TALKING. On the road in Ireland's wild west. Illustrationen von Helga Kaffke. EDITION digital, Pinnow 2018, ISBN 978-3-95655-897-9
- Eine offene Spur. Unterwegs in Mecklenburg mit Pinsel und Stift. Illustrationen von Helga Kaffke. EDITION digital, Pinnow 2019, ISBN 978-3-95655-981-5

## Ausstellungen
- Einzelausstellungen der Collagen u. a. in Achim (Landkreis Verden), Anklam, Annaberg-Buchholz, Chemnitz, Dresden, Erfurt, Gera, Hamburg, Müncheberg, Strausberg, Rudolstadt.
- Ausstellungsbeteiligungen u. a. in Berlin, Bremen, Chemnitz, Dresden, Flensburg, Gabrovo (Bulgarien), Greiz, Marburg, Nürnberg, Parchim und Wolfsburg.